# Bakonya, Baranya
Bakonya este un sat în districtul Pécs, județul Baranya, Ungaria, având o populație de 364 de locuitori (2011). 

## Demografie
Componența etnică a satului Bakonya
     Maghiari (83,25%)
     Romi (13,35%)
     Germani (1,83%)
     Necunoscut (0,79%)
     Croați (0,79%)
     Alții (0,79%)
Componența confesională a satului Bakonya
     Fără religie (20,33%)
     Atei (3,57%)
     Reformați (1,1%)
     Necunoscută (74,18%)
     Luterani (0,82%)
     Alte religii (1,1%)
Conform recensământului din 2011, satul Bakonya avea 364 de locuitori. Din punct de vedere etnic, majoritatea locuitorilor (83,25%) erau maghiari, existând și minorități de romi (13,35%) și germani (1,83%). Apartenența etnică nu este cunoscută în cazul a 0,79% din locuitori. Nu există o religie majoritară, locuitorii fiind persoane fără religie (20,33%), atei (3,57%) și reformați (1,1%). Pentru 74,18% din locuitori nu este cunoscută apartenența confesională.